# Harry Monster
Harry Monster (in het Engels Herry genoemd) is een handpop uit het oorspronkelijk Amerikaanse kinderprogramma Sesame Street (Sesamstraat in het Nederlands). Hij verscheen voor het eerst in seizoen 2 van Sesame Street.

## Kenmerken
Harry is een lichtblauw, harig monster dat zijn eigen kracht niet kent.  Hij verving in 1970 het personage Beautiful Day Monster, een enigszins onaardige figuur. Harry daarentegen is – ondanks zijn dikke, zwarte wenkbrauwen die hem een wat norse blik geven – een vriendelijk monster. Door middel van een mechanisme in de kop van de pop kan de poppenspeler Harry's wenkbrauwen omhoog bewegen en hem zo een wat vriendelijkere gezichtsuitdrukking geven.
Harry had aanvankelijk een blauwe neus, net als de rest van zijn lichaam. In het tweede seizoen dat hij meedeed werd deze vervangen door een paarse neus.
Hoewel Harry nog steeds voorkomt in nieuwe filmpjes, speelde hij vroeger een prominentere rol in het programma. Samen met onder andere Bert en Ernie diende hij geregeld als 'acteur' in de toneelvoorstellingen van het personage Miesje Mooi.

## Acteurs
Harry werd uitgevonden door de Amerikaanse poppenspeler Jerry Nelson, die eveneens lange tijd zijn stem aan het monster leende.  
Harry's Nederlandse stem werd in de beginjaren ingesproken door Peter Piekos. Eind jaren tachtig nam Hero Muller het stokje van hem over.